# Gottesgabe
Gottesgabe er en landsbyhovedgård, som er oprettet i 1725 af Carl Friderich von Plötz. Gottesgabe var en tid avlsgård under Christianssæde Gods. Gården ligger i Kappel Sogn, Lollands Sønder Herred, Maribo Amt, Rudbjerg Kommune.

## Historie
Gottesgabe blev oprettet i 1723, da Frederik IV (1671-1730) samlede jorden fra ni herregårde i Knubbeløkke til én enkelt gård. Den nyoprettede gård fik et jordtilliggende på mere end 200 tdr. htk. inden for en afstand af 15 km fra hovedgården. Derved var den nyoprettede herregård sikret skattefrihed for selve hovedgårdsjorden, hvilket gjorde den særdeles attraktiv.
Kongen udloddede i 1725 den nyoprettede herregård uden bygninger som hovedgevinst i et lotteri, hvis formål var at skaffe staten rede penge. Den heldige vinder var den pommerske adelsmand Carl Friderich von Plötz. Von Plötz lod i 1728 opføre en hovedbygning og flyttede ind på gården, hvor han boede indtil sin død i 1749.
Von Plötz' enke, Frederikke Henriette von Küssow, solgte i 1754 Gottesgabe til grevinde Ide Margrethe Knuth. Grevinden var en handlekraftig kvinde, der samlede sig store godsbesiddelser på Lolland.
I 1755 købte hun Rudbjerggård med Fredsholm, og ved sin død i 1757 efterlod hun tre godser samt baroniet Conradsborg på Sjælland til sin søn baron Conrad Ditlev Knuth. I 1761 erhvervede han den store proprietærgård Kallehavegård i Kappel, som fungerede som avlsgård i en længere periode, indtil Simon Andersen Dons og Johan Ferdinand de Neergaard solgte gården fra igen i 1819. De lollandske godser overgik ved Conrad Ditlev Knuths død i 1805 til hans søn.
Ved Carl Conrad Gustav Knuths død 14 år senere, blev godserne imidlertid solgt til Simon Andersen Dons og Johan Ferdinand de Neergaard. Salget blev startskuddet til en periode med hyppige ejerskifter. Frem til 1912 blev gården købt og solgt mange gange, sådan som det var tilfældet for mange herregårde i perioden, hvor landbruget havde vanskelige vilkår.
De mange ejere i første del af 1800-tallet solgte fæstegodset fra. Frasalget blev tilendebragt af Vilhelm Tesdorpf, der i 1856 - efter blot at have ejet gården i tre år - solgte Gottesgabe igen. Køberen var denne gang Frederik Julius Krag-Juel-Vind-Friis til baroniet Juellinge.  Han solgte i 1871 gården til Hans Frederik Fenger. Ti år efter sin overtagelse solgte Hans Frederik Fenger Gottesgabe til Vilhelm Dahlerup.
Vilhelm Dahlerup kæmpede med økonomien på Gottesgabe, og allerede i 1886 blev gården solgt på tvangsauktion til Sparekassen for København og Omegn, der samme år solgte gården videre til Oscar Müller. Oscar Müller afhændede Gottesgabe i 1912 til Carl Olsen til Vintersborg, der fik opført en ny hovedbygning og store avlsbygninger. I 1936 overdrog Carl Olsen Gottesgabe til sin søn Richard Olsen.
Gottesgabe Gods er på 526 hektar med Saunsøgård og er nu en del af Rudbjerggaard og Fredsholm godser

## Bygninger

### Hovedbygning
I 1728 opførte Gottesgabes første ejer Carl Friderich von Plötz gårdens første hovedbygning, som bestod af en bindingsværkslænge.
Bindingsværkslængen er senere blevet erstattet med den nuværende hovedbygning, som er opført i 1918-1919. ved arkitekt C. Andersen under Carl Olsens ejerskab. Bygningen er opført i én fløj i én etage over en høj kælder. Den er opført i røde mursten med rødt tegltag.
Hovedbygningen har en gennemgående frontspids, der giver den et symmetrisk udseende. Hovedbygningen er placeret med haven på den ene side og en stor, åben gårdsplads på den anden side.
Fredningsstatus 2013: Hovedbygningen er ikke fredet.

### Avlsbygninger
Gottesgabes nuværende avlsbygning er ligeledes opført i 1918-1919 i grundmur med fast tag. Den symmetriske, trelængede avlsbygning er placeret mod øst over for hovedbygningen. Avlsbygningens tre længer og hovedbygning er tilsammen placeret på de fire sider af den åbne gårdsplads, og de udgør tilsammen et meget symmetrisk anlæg.
Fredningsstatus 2013: Avlsbygningerne er ikke fredet.
Status 2021 er at de to af længerne på Alsbygningerne er revet ned og den tredje sat i stand. 

## Ejere af Gottesgabe
- (1725-1749) Carl Friderich von plötz
- (1749-1754) Frederikke Henriette von Küssow gift von Plötz
- (1754-1757) Ida Margrethe Reventlow gift von Knuth
- (1757-1796) Conrad Ditlev baron von Knuth
- (1796-1815) Adam Christopher baron von Knuth
- (1815-1819) Carl Conrad Gustav baron von Knuth
- (1819-1820) Simon Andersen Dons / Johan Ferdinand de Neergaard
- (1820-1826) Thomas Sørensen
- (1826-1841) Frederik Wallmoden
- (1841-1855) Rasmus Martin Clausen
- (1855-1865) Wilhelm Tesdorpf
- (1865-1871) Frederik Julius greve Krag-Juel-Vind-Frijs
- (1871-1881) Hans Frederik Fenger
- (1881-1885) Vilhelm Dahlerup
- (1885-1912) Oscar Müller
- (1912-1936) Carl Olaf Olsen
- (1936--1980) Richard Olsen (søn)
- (1980--1986) Dora  Olsen (hustru)
- (1986--1993) Lis Nielsen ( datter)
- (1993-1996) Niels Iver Vibholm
- (1996-2008) Stig Husted-Andersen
- (2008-2009) Stig Husted-Andersens dødsbo
- (2009-2012) Boet efter Stig Husted-Andersen
- (2012-2019) Gustav Erik von Rosen
- (2019-) Carl-Johan Einar von Rosen

## Ekstern henvisninger
- Gottesgabe - fra Dansk Center for Herregårdsforskning Arkiveret 11. februar 2017 hos  Wayback Machine